# Il buio si avvicina
Il buio si avvicina (Near Dark) è un film del 1987 diretto da Kathryn Bigelow.

## Trama
Caleb, un giovanotto americano di campagna, incontra una notte una ragazza affascinante, Mae, che gli pare molto misteriosa. Subito attratto da lei, passa alcune ore in sua compagnia, cercando di conquistarla; lei ricambia evidentemente il suo interesse, ma, ad un certo punto, cerca inutilmente di allontanarlo da sé, e si comporta in modo strano. Diventando sempre più nervosa all'approssimarsi dell'aurora, poco prima dell'alba, la ragazza, durante uno scambio di baci, morde a sangue Caleb sul collo, e subito questi si sente male e non ha più la forza necessaria per fuggire e tornare a casa.
Allora la famiglia di Mae lo rapisce e vorrebbero subito ammazzarlo, ma la ragazza si oppone, perché innamorata di lui, e promette che egli diverrà uno di loro e imparerà ad uccidere altri esseri umani. Caleb scopre infatti che Mae è una vampira e viaggia in una roulotte, insieme ad un gruppo di altri vampiri: una coppia matura, Jesse e Diamond Back; un giovane crudele e aggressivo, Severen, e un ragazzino, Homer. Mentre gli altri sembrano esistere da molti anni (in alcuni casi da più di un secolo), Mae è stata contagiata solo di recente (da Homer) e i suoi attuali compagni l'hanno poi costretta a dividere la loro feroce esistenza, che si svolge soltanto nelle ore notturne.
Mae protegge Caleb e lo assiste, anzi, nei momenti in cui egli è particolarmente debole, si procura una ferita sul polso e fa suggere a lui il proprio sangue. Il giovanotto è stato contagiato, ma non è diventato ancora un vero vampiro, e rifiuta di essere un assassino. Poiché i suoi compagni lo fanno assistere a scene di inaudita ferocia, quando debbono procurarsi il nutrimento, Caleb, inorridito, cerca invano di mettersi in contatto col padre. Questi, messosi alla sua ricerca con la piccola sorella di Caleb, Sarah, riesce a trovarlo e lo guarisce, facendogli una trasfusione del proprio sangue. I perfidi vampiri, per ricattare il ribelle e per procurarsi nuove vittime, rapiscono Sarah. Allora il giovane, con l'aiuto di Mae, costringe i vampiri ad affrontare la luce del sole, che essi non possono sopportare, perché li uccide rapidamente: si salva soltanto Mae, riscattata dall'amore per Caleb.

## Produzione
Inizialmente, Kathryn Bigelow voleva girare un film western che si discostasse dalle classiche convenzioni del genere. Quando lei e il co-sceneggiatore Eric Red hanno trovato difficile ottenere un sostegno finanziario per un western, è stato suggerito loro di provare a mescolare un western con un altro genere più popolare. Decisero di combinare il western con il film sui vampiri. Bigelow conosceva il regista James Cameron, di recente reduce dal successo di Aliens - Scontro finale, che le diede un piccolo aiuto sul set.
I due film condividono tre membri del cast (Paxton, Goldstein e Henriksen). All'attore Michael Biehn era stato offerto il ruolo di Jesse Hooker, ma rifiutò trovando la sceneggiatura troppo confusa. Lance Henriksen interpretò il ruolo, sostituendo Biehn.

## Curiosità
Nonostante sia un film evidentemente incentrato sul tema del vampirismo, la parola "vampiro" non viene praticamente mai citata nel film.

## Riconoscimenti
- Festival internazionale del cinema fantastico di Bruxelles - 1988: Corvo d'Argento a Kathryn Bigelow